# 洗牌交换连接
洗牌交换连接是两种连接的组合：洗牌（Shuffle）与交换（Exchange）。
以8個節點為例（从0到7编号），洗牌连接即將它分成两半，并像洗牌那样，将一组中的一张牌放到另一组的另一张牌之上。于是，原先的次序就变成了04152637，然后对照原来的次序01234567，将兩個不同次序中，對應位置的節點相連，即0连到0，4连到1，1连到2，5連到3……
交换连接就是将所有相邻的奇数号与偶数号相连。

## 参阅
- 并行计算